# Wolfram Alpha
Wolfram|Alpha, Wolfram Alpha – strona internetowa, stworzona przez amerykańskie przedsiębiorstwo Wolfram Alpha LLC. Formułuje ona odpowiedź na pytanie zadane w języku naturalnym, wykonuje obliczenia, przedstawia dane statystyczne, rozwiązuje równania itp.
Strona została uruchomiona 18 maja 2009 roku.

## Interfejs
Użytkownik wprowadza zapytanie (w języku angielskim) lub formułę matematyczną do pola tekstowego, następnie Wolfram Alpha przelicza i dostarcza odpowiedź wraz z odpowiednią wizualizacją.
Wolfram Alpha powstał na bazie wcześniejszego, sztandarowego produktu firmy Wolfram, Mathematica – systemu matematycznego, umożliwiającego obliczanie wyrażeń numerycznych, symbolicznych i algebraicznych, jak również wyświetlanie wizualizacji czy danych statystycznych. Odpowiedź na tak sformułowane problemy matematyczne zwracana jest w postaci czytelnej dla człowieka.
Przykład: Na pytanie, zadane w języku angielskim – „Gdzie urodził się Albert Einstein” otrzymamy odpowiedź „Ulm, Baden-Wurttemberg, Germany”, jak również dodatkowe informacje na temat tego miasta: położenie, mapę, sąsiadujące miasta, aktualną pogodę, czas lokalny oraz listę ważnych osób urodzonych w mieście Ulm.
Przykład: Po wpisaniu frazy „sin 45" otrzymamy oprócz dokładnego rezultatu (sinusa kąta 45 stopni) także graficzną reprezentację, przybliżenie i formę ułamkową.
Przykład: Po zapytaniu w języku angielskim „jakie jest dwudzieste najbiedniejsze państwo pod względem Produktu Krajowego Brutto?” otrzymamy informację, że jest nim Gwinea Bissau wraz z informacjami na temat tego kraju (mapą, flagą, miastami, klimatem etc.)

## Technologia
Wolfram Alpha początkowo był napisany w około 5 milionach linii kodu jako program (Mathematica) uruchamiany na 10 000 jednostkach CPU.
Obecnie system jest w postaci strony internetowej, która posiada API umożliwiające dostarczanie odpowiedzi do innych aplikacji. Jedną z takich aplikacji jest Bing firmy Microsoft.

## Wymagania systemowe
Wolfram Alpha wymaga aktualnej wersji przeglądarki internetowej. W przypadku starych wersji przeglądarek system może niepoprawnie wyświetlić tekst oraz informację o konieczności aktualizacji.
Aplikacja na telefon iPhone została wydana 19 grudnia 2009 roku w cenie 49,99 USD. W marcu 2010 roku Wolfram działał na dwóch urządzeniach Apple: iPad oraz iPhone, a cena spadła do 1,99 USD.